# صيغة مفتوحة
صيغة مفتوحة صيغة ملف مفتوحة هي مواصفات منشورة لتخزين البيانات الرقمية، يجري متابعته من قبل منظمة المعايير وبالتالي يمكن لأي شخص أن يستخدمها.

## أمثلة على صيغ مفتوحة

### وسائط
- ALAC
- CMML
- DAISY Digital Talking Book
- فلاك
- JPEG 2000
- MKV
- الرسوميات الشبكية متعددة الصور
- Musepack
- أوغ
- بي إن جي
- SMIL
- سبيكس
- رسوميات متجهية متغيرة
- لغة نمذجة الواقع الافتراضي/X3D
- WavPack
- ويب إم
- XSPF

### نصي
- نص بسيط
- لغة ترميز النص الفائق
- كتاب النشر الإلكتروني
- نسق المستندات المنقولة
- يونيكود
  - صيغة التحويل الموحد-8
  - يو تي اف-16
- واجهة رقمية مرئية
- لاتخ
- أوفس أوبن إكس إم إل
- أوبن ديكيومنت
- OpenXPS

### مضغوط
- 7 زد
- بزيب2
- جي زيب
- MAFF
- PAQ
- SQX
- قطران
- xz
- رموز بريد الولايات المتحدة

### أخرى
- صفحات الطرز المتراصة
- CSV
- ديجافو
- EAS3
- ELF
- FreeOTFE
- GPX
- Hierarchical Data Format
- لغة ترميز النص الفائق/لغة رقم النص الفائق القابلة للتمديد
- إكالندر  [لغات أخرى]‏
- جسون
- LTFS
- NetCDF
- NZB
- بي إتش بي
- آر إس إس
- SDXF
- SFV
- تروكربت
- WebDAV
- لغة الترميز القابلة للامتداد
- يامل  [لغات أخرى]‏

## روابط خارجية
- OpenFormats